# Đạo luật trợ giúp người tỵ nạn và di dân Đông Dương
Đạo luật trợ giúp người tỵ nạn và di dân Đông Dương (tiếng Anh: Indochina Migration and Refugee Assistance Act) được lập ra nhằm ứng phó trước sự kiện Việt Nam Cộng hòa sụp đổ và kết thúc Chiến tranh Việt Nam. Dân biểu Peter W. Rodino (Đảng Dân chủ, bang New Jersey) trình dự luật ở Hạ viện vào ngày 7 tháng 5 năm 1975; Hạ viện thông qua vào ngày 14 tháng 5 với 381 phiếu thuận và 31 phiếu chống; Thượng viện thông qua vào ngày 16 tháng 5 với 77 phiếu thuận và 2 phiếu chống; Tổng thống Hoa Kỳ Gerald Ford ký thành luật vào ngày 23 tháng 5 năm 1975. Nhờ đạo luật này, khoảng 130.000 người tị nạn từ Nam Việt Nam, Lào, và Campuchia đã được đến Hoa Kỳ theo một quy chế đặc biệt; đạo luật cũng quy định việc phân bổ ngân sách nhằm hỗ trợ tài chính và tái định cư người tị nạn.

## Bối cảnh lịch sử
Chiến tranh Việt Nam kết thúc làm cho hàng triệu người dân Đông Nam Á phải rời bỏ nhà cửa để lánh nạn. Riêng ở Nam Việt Nam, cuộc chiến đã khiến cho hơn 6 triệu người phải di tản từ 1965 đến 1971. Trước tháng 5 năm 1975, chính sách của Hoa Kỳ đối với người tị nạn Đông Nam Á là hỗ trợ tái định cư ở những khu vực an toàn ở trong nước. Khi chiến tranh sắp đến hồi kết vào đầ năm 1975, Bộ Ngoại giao Hoa Kỳ chuẩn bị kế hoạch di tản người Mỹ và 18.000 người tị nạn Việt Nam, tuy vậy kế hoạch di tản này đã không đáp ứng được tình hình vào lúc đó. Khi chính quyền Việt Nam Cộng hòa nhanh chóng tan rã vào tháng 4 năm 1975, Tổng thống Gerald Ford cho phép di tản 200.000 người tị nạn.

## Việc thông qua và những điều khoản
Đạo luật trợ giúp người tỵ nạn và di dân Đông Dương được ký vào ngày 23 tháng 5 năm 1975, phân bổ một khoản ngân sách 305 triệu đô-la cho Bộ Ngoại giao và 100 triệu đô-la cho Bộ Y tế, Giáo dục và Phúc lợi Hoa Kỳ nhằm tái định cư người tị nạn Việt Nam và Campuchia ở Hoa Kỳ. Đạo luật cho phép tài trợ chi phí vận chuyển, xem xét, tiếp nhận, và tái định cư cho hơn 130.000 người Việt đã được di tản khỏi Việt Nam trong Chiến dịch Gió lốc và được Bộ trưởng Bộ Tư pháp cho phép vào Hoa Kỳ.
Hầu hết những người tị nạn ban đầu được đưa đến Guam để xem xét (xem Chiến dịch Cuộc sống mới) rồi sau đó được chuyển đến các trung tâm nhập cư được thiết lập tạm thời ở Căn cứ Không quân Eglin, Florida; Trại Pendleton, California; Căn cứ Chaffee, Arkansas; and Căn cứ Indiantown Gap, Pennsylvania. Mặc dù bất cứ người tị nạn nào cũng đều phải qua kiểm tra an ninh và, trên lý thuyết, có thể bị từ chối nhập cảnh nếu người đó "vi phạm chuẩn mực xã hội, có tiền án tiền sự, hay có tội liên quan đến chính trị." Tuy vậy, việc cưỡng bức hồi hương trở lại Việt Nam là không thể vào lúc đó. Hàng chục tổ chức giúp đỡ người nhập cư đã cùng nhau hỗ trợ việc tái định cư người tị nạn, bao gồm United States Catholic Conference, Church World Service, International Rescue Committee, Hebrew Immigrant Aid Society, Lutheran Immigration and Refugee Service, Tolstoy Foundation, American Council for Nationalities Service, American Fund for Czechoslovak Refugees, Travelers Aid International Social Service of America, và một số trung tâm hỗ trợ ở cấp thành phố và tiểu bang. Vào năm 1975, khoảng 130.000 người tị nạn được tiếp nhận thông qua hệ thống này, với những chiến dịch ban đầu kết thúc ở Căn cứ Chaffee vào tháng 12 cùng năm. Dù năm đầu tiên thi hành đạo luậ đã kết thúc, đạo luật mở cửa cho phép tiếp nhận rất nhiều người tị nạn trong những năm tiếp theo.

## Chống đối
Mặc dù nhiều chính trị gia Hoa Kỳ cho rằng việc Hoa Kỳ cung cấp nơi sống an toàn cho những người bị từ chối nhân quyền là đúng đắn và cần thiết, một số đặt câu hỏi về sự công bằng của Đạo luật trợ giúp người tỵ nạn và di dân Đông Dương. Một số, hầu hết là những người bảo thủ thuộc Đảng Cộng hòa, cho rằng những người tị nạn sẽ không bao giờ có thể hòa nhập được vào văn hóa Hoa Kỳ và như thế sẽ làm xói mòn hệ thống giá trị mà xã hội Hoa Kỳ đang có. Những nhà lập pháp khác, như Dân biểu Frank Sensenbrenner (Đảng Cộng hòa), thì quan ngại về số tiền (khoảng 1 tỉ đô-la/năm) giúp người tị nạn, nhất là khi mà tình trạng thất nghiệp đang tăng. Trong khoảng thời gian khi nhiều người tị nạn được nhận giúp đỡ tài chính, thành công về kinh tế không phải đến dễ dàng, do đó việc chiếm dụng ngân sách liên bang này trở thành một vấn đề gây quan tâm không chỉ đối với các nhà làm luật mà cả với công chúng Hoa Kỳ. Một nhóm chống đối khác thì tập trung đến nhu cầu đang tăng của dân nghèo ở Mỹ. Dân biểu John Conyers (Đảng Dân chủ) đặt câu hỏi: "Chúng ta nên dành (ngân sách liên bang) cho người tị nạn Việt Nam hay nên dành cho 'người tị nạn' Detroi? Nhóm chống đối cuối cùng là những người cho rằng Gerald Ford và Jimmy Carter lợi dụng hệ thống tạm nhận người tị nạn để cho phép quá nhiều người vào Hoa Kỳ. Theo họ, hệ thống tạm nhận chỉ nên được áp dụng với những người trong những trường hợp cụ thể, chứ không phải để tiếp nhận những nhóm rất đông người.

## Ủng hộ
Thượng nghị sĩ Edward Kennedy (Đảng Dân chủ) và Dân biểu Liz Holtzman (Đảng Dân chủ) là những nhà lãnh đạo của nhóm vận động cho người tị nạn; họ là những người đầu tiên ủng hộ đạo luật năm 1975. Việc làm của hai chính trị gia này nhận được sự ủng hộ của các nhóm công đoàn như AFL-CIO và những tổ chức tôn giáo trong đó có Hebrew Immigrant Aid Society và Church World Service. Mục đích của họ là định nghĩa lại những khái niệm luật pháp về "tình trạng người tị nạn" và tạo được một chính sách ân xá toàn diện hơn.